# SACLOS

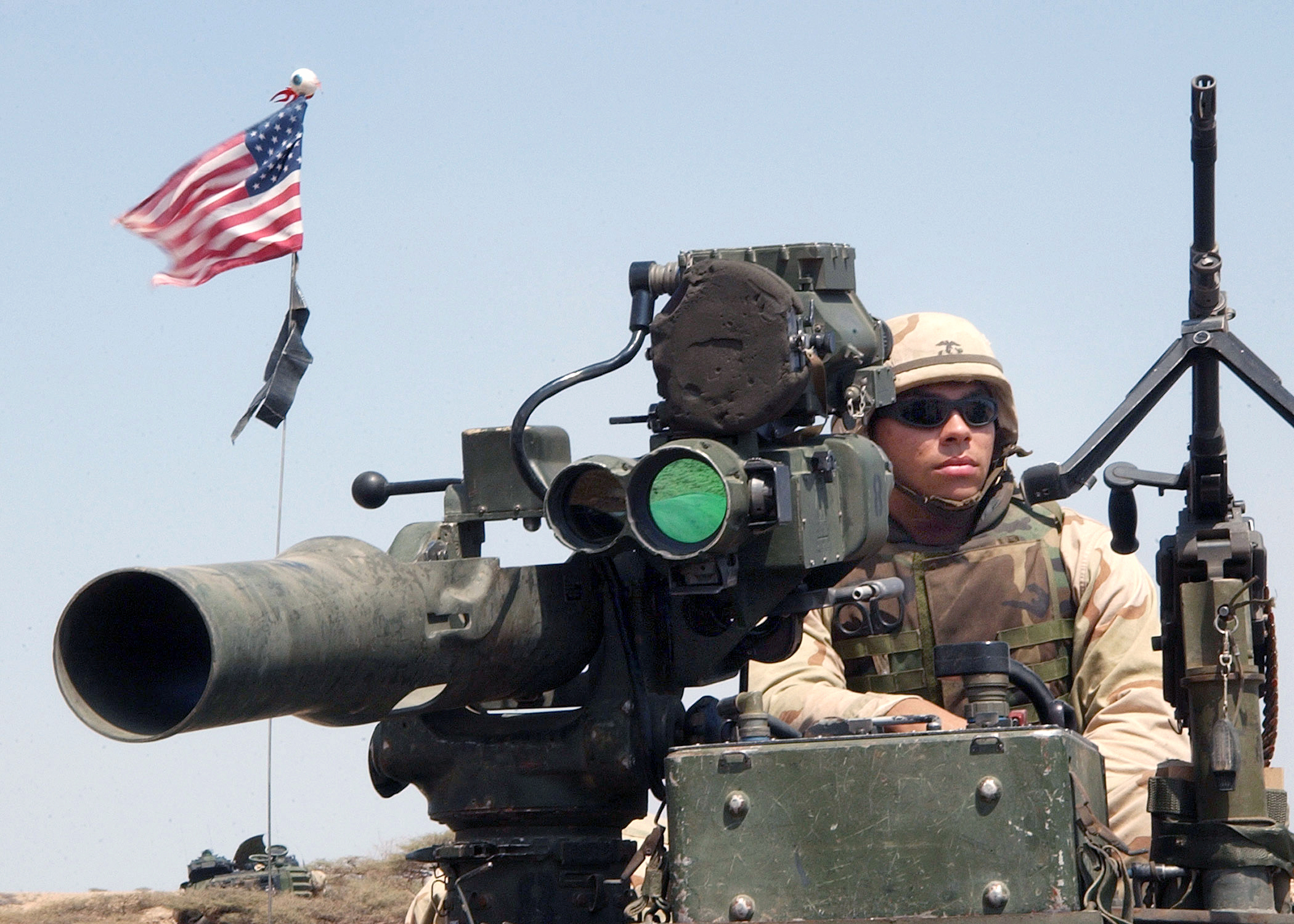
Siktet till en BGM-71 TOW. Det gröna objektivet är till skyttens värmekamera och det mindre objektivet är till spårljusföljaren.

SACLOS (Semi-Automatic Command to Line of Sight) är ett styrsystem för robotvapen och är en vidareutveckling av det äldre systemet MCLOS.

## Princip
Efter att skytten har avfyrat roboten och robotens spårljus syns i siktet aktiveras en optronisk krets som detekterar robotens spårljus. Kretsen skickar automatiskt styrsignaler till roboten, antingen via radiolänk eller styrkabel, för att hålla roboten centrerad i siktet. Fördelen jämfört med MCLOS är att skytten bara behöver koncentrera sig på att hålla målet kvar i siktet, vilket ger högre träffsannolikhet.
Många äldre robotsystem som tidigare använt MCLOS har modifierats för att använda SACLOS. Vanligtvis behövs ingen förändring av robotarna, utan bara ett nytt sikte.

## Exempel på SACLOS-vapen
| Trådstyrda          | Radiostyrda                |
| ------------------- | -------------------------- |
| - HOT - TOW - Milan | - Sjturm - Ataka - Javelin |